# Kvinnliga IK Sport
Kvinnliga IK Sport (IK = Idrottsklubb, deutsch: Sportverein) ist ein schwedischer Sportverein aus Göteborg. Der Verein ist vor allem für seine Handballabteilung bekannt. Diese gewann zwischen 1951 und 1972 14 nationale Meistertitel. Früher wurden auch Radsport, Turnen, Leichtathletik, Eisschnelllauf und Orientierungslauf angeboten.
Der Verein ist ein Frauen-Sportverein. Seit Ende der 1970er Jahre dürfen auch Männer im Verein mitarbeiten.
Nachdem die Damenabteilung des am 7. Februar 1926 gegründete CK Frigg Ende 1927 wegbrach, wurde am 10. Januar 1928 der Kvinnliga IK Sport gegründet. Spielte man zunächst noch in den Farben Schwarz und Weiß, wählte der Verein zu Beginn der 1940er Jahre die Farbe Hellgrün.
Der Verein brachte einige bekannte und erfolgreiche Spielerinnen hervor, die auch in der schwedischen Handballnationalmannschaft spielten, so Ruth Svedberg, die Bronze im Diskuswurf bei den Olympischen Spielen 1928 gewann, oder auch Ann-Britt Leymann mit Gold im Weitsprung bei den Olympischen Spielen 1948. Mona Lisa Englund gewann zahlreiche schwedische Meistertitel. Siv Johnsson, Vorsitzender des Vereins während der 1960er Jahre, gewann den Meistertitel im Orientierungslauf 1955. Der Verein gewann in den Jahren 1927 bis 2006 80 schwedische Meisterschaften für Senioren.
Ruth Svedberg war die erste Trainerin des Vereins und spielte in der Handball-Mannschaft von Beginn der 1930er bis Anfang 1940.
1945 wurde Rustan Pettersson Trainer der Handballmannschaft, die 1965/1966 zum Team des Jahres wurde. Unter seiner Führung gewann die Handballmannschaft 28 schwedische Meisterschaften zwischen 1949 und 1973, sowohl im Hallenhandball als auch im Feldhandball. Mit dieser Bilanz belegt die Mannschaft Platz 2 der schwedischen maratontabellen, einer Allzeit-Besten-Tabelle.